# Sonny Sandoval

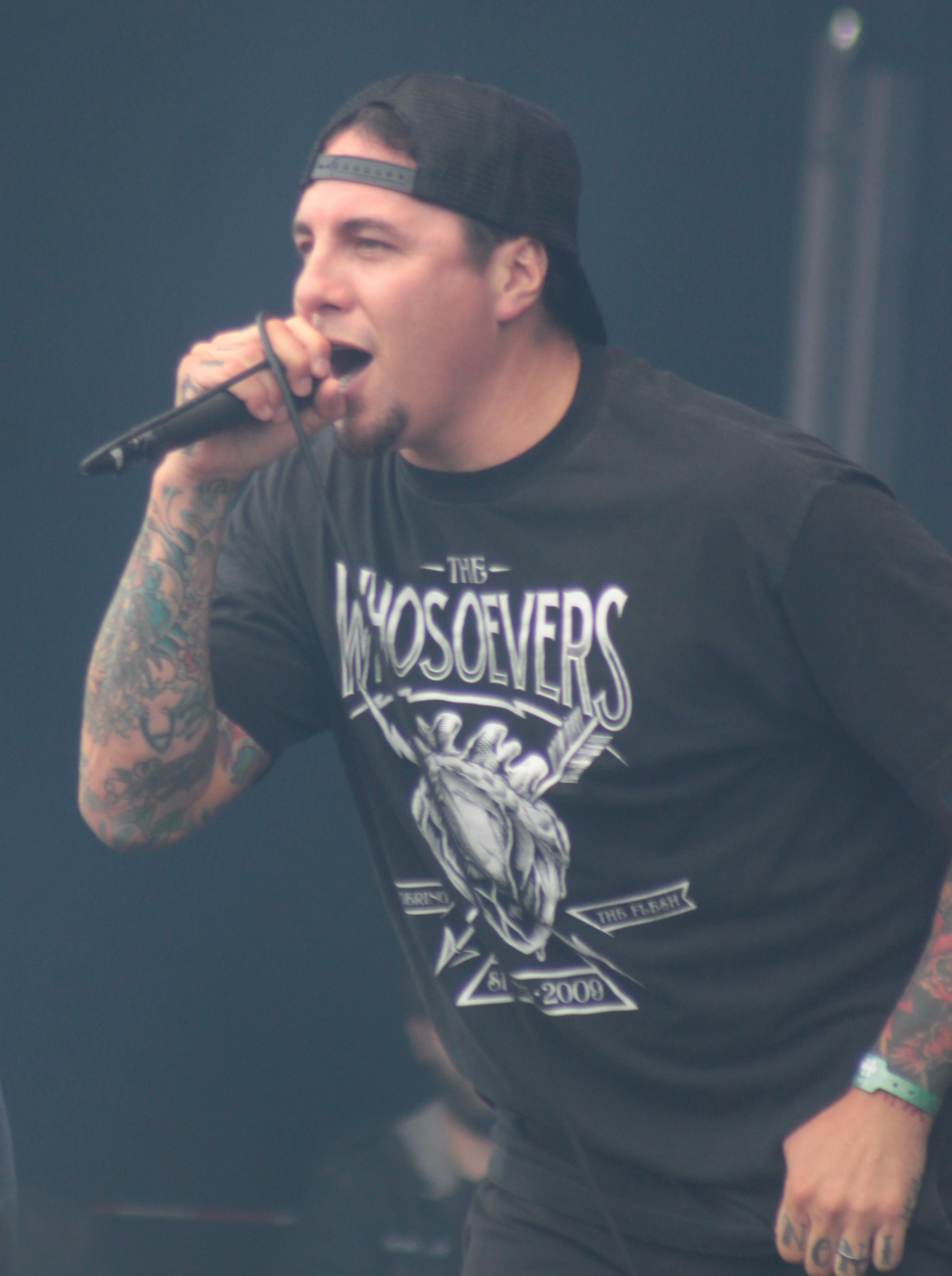
Sandoval mit P.O.D. auf dem Hellfest 2013

Sonny Sandoval (* 16. Mai 1974 in San Diego, Kalifornien; eigentlich Paul Joshua Sandoval) ist ein amerikanischer Sänger und Rapper. Er ist unter dem Spitznamen „Sonny“ Gründungsmitglied und Sänger der Metal-Band P.O.D. Seit 2008 ist er Mitglied der Band The Whosoevers.

## Leben
Sandovals Vater ist Mexikaner italienischer Herkunft, während seine Mutter hawaiianische Wurzeln hat. Aufgewachsen ist Sandoval in Otay Mesa, einem Vorort im Süden San Diegos. Im Alter von 13 Jahren schloss er sich einer Gang an und begann mit dem Gebrauch von Alkohol und anderen Drogen. Im Jahr 1992 starb seine Mutter im Alter von 37 Jahren an Leukämie. Während der Krankheit seiner Mutter wurde er stark vom christlichen Glauben geprägt. Er veränderte sich und versuchte sich als Rapper. Ebenso versuchte er sich in Reggae, Rock, und Rap.
Sandoval heiratete im Jahr 1996. Mit seiner Frau hat er zwei Töchter und einen Sohn.